# سليمان التاجر
سليمان التاجر السيرافي (القرن الثالث الهجري / التاسع الميلادي) هو رحالة وتاجر عربي، لقب بالسيرافي نسبة إلى سيراف وهو ميناء مشهور في العصر العباسي. وهو أول رحالة عربي أشار إلى وجود الشاي في الصين.
لا يُعرف عنه الكثير غير انه كتب سنة 237 هجري (851 ميلادي) وصف رحلة له إلى الهند والصين والمعروف انه زارهما عدة مرات ولهذا الوصف تذييل وضعه في القرن الرابع الهجري رجل اخر هو أبو زيد حسن السيرافي واعتمد فيه على ما سمعه من قصص الرحالة.

## رحلة التاجر سليمان
وتتميز رحلة التاجر سليمان، وتذييل ابي زيد السيرافي لها، بما فيهما معا من وصف صادق للطرق التجارية، وذكر بعض العادات، والنظم الاجتماعية والاقتصادية مع بيان أهم منتجات الهند وسرنديب وجاوة والصين وعلاقة المسلمين بالصين في القرنين الثالث والرابع. وبطبيعة الحال لعبت الخرافات والاساطير دورها في تلك الرسالة القيمة وخصوصا في وصف ظواهر الجو الخارقة مثل نافورة الماء وفي وصف حيوانات البحر مثل الحوت أو العنبر.
وتعتبر رحلة التاجر سليمان هذه، المرجع الأول (العربي) لعلوم البحار، وهي مخطوطة فريدة في مكتبة باريس، تحمل اسم ((رحلة التاجر سليمان)) ولم يكن سليمان وحده صاحب الرسالة بل اضاف اليها أبو زيد حسن السيرافي ما جمع من معلومات وما استقى من اخبار على ألسنة التجار ورجال البحر في بلدة سيراف.

## نافورة الماء
وتتحدث الرسالة عن صفات البحر الطبيعية وعن انوائه واعاصيره وعن احيائه ودوابه وفي وصف النافورة يقول سليمان:
((...وربما رؤي في هذا البحر، سحاب ابيض يظل المركب، فيشرع منه لسان طويل رقيق حتى يلصق ذلك اللسان بماء البحر فيغلي له ماء البحر، فلا ادري أيستقي السحاب من البحر ام ماذا)).

## الشاي
ويعتبر سليمان السيرافي أول مؤلف غير صيني أشار إلى الشاي وذلك حين ذكر أن ملك الصين، يحتفظ لنفسه بالدخل الناتج من محاجر الملح، ثم من نوع من العشب يشربه الصينيون مع الماء الساخن، وهو يبيع منه الشيء الوفير، ويسميه أهل الصين (ساخ)!

## وصف جزر الهند
قال في وصف بعض جزر الهند، ان لاهلها ذهبا كثيرا، واكلهم النراجيل، وبه يتأهدون، ومنه يدهنون. وإذا اراد احدهم ان يتزوج لم يُزوج الا برأس رجل من اعدائهم، فاذا قتل اثنين تزوج اثنتين... وان قتل خمسين، يتزوج خمسين امرأة بخمسين (قحفاً).

## المسلمون في الصين
كانت هناك جموع من المسلمين في الصين في عهد أسرة تانج، التي حكمت الصين من عام 618 م إلى عام 906 م. وكان اغلبهم من التجار. كان المسلمون يبحرون من البصرة ومن سيراف على خليج الفرس -أو الخليج الصيني كما كانوا يسمونه آنئذ- وكانت سفن الصين الكبيرة تصل إلى سيراف وتشحن البضائع الواردة اليها من البصرة وتعبر المحيط الهندي مارة بسرنديب حتى تصل إلى ((خانفو)) حيث كانت تعيش جالية إسلامية كبيرة الا انها خربت عام 264 هجري (878 ميلادي) بسبب القلاقل العظمى في الصين حيث قتل كثير من المسلمين. ومن بعد ذلك اقتصر سفرهم إلى ((كلاه)) في منتصف الطريق إلى الصين، واليها كانت تنتهي مراكب المسلمين المقبلة من سيراف. وكانت الرحلة تستغرق زهاء عام كامل، تبعا لهبوب الرياح الموسمية في المحيط الهندي (كما هو معلوم في علوم الجغرافيا في ذلك العصر).

## مدينة خانفو
مدينة عظيمة في الصين على نهر عظيم أكبر من الدجلة أو نحوها يصب إلى بحر الصين، وبين هذه المدينة وبين البحر مسيرة ستة أيام أو سبعة، تدخل هذا النهر سفن البحر الواردة من بلاد البصرة وسيراف وعمان ومدن الهند وجزائره بالأمتعة والجهاز، وبهذه المدينة خلائق من المسلمين والنصارى واليهود والمجوس، وغيرهم من أهل الصين، وكان نزل بهذه المدينة في سنة أربع وستين ومائتين ثائر ثار على ملك الصين من غير بيت الملك تبعه أهل الدعارة والفساد، وكثر جنده فقصد هذه المدينة فحاصرها وأتته جيوش الملك فهزمها واستباح الحريم، وافتتح هذه المدينة عنوة وقتل من أهلها خلقاً لا يحصون كثرة، وأحصي من المسلمين واليهود والنصارى ممن قتل وغرق مائة ألف، وإنما أحصي ما ذكرناه من العدد لأن ملوك الصين تحصي من في مملكتها من رعيتها وممن جاورها من الأمم وصار ذمة لها في دواوين لها، وكتاب قد وكلوا بإحصاء ذلك لما يراعون من حياطة من شمله ملكهم، وقطع هذا الثائر ما كان حول مدينة خانفو من غابات التوت إذ كان يحتفظ به لما يكون من ورقه من طعم لدود القز الذي ينتج منه الحرير.

## البال أو الحوت
ويقول التاجر سليمان في وصف الحوت وهو المعروف باسم البال أو القيطس أو العنبر.
((رأى سمكا مثل الشراع ربما رفع رأسه فتراه كالشيء العظيم وربما يقع الماء من فيه، فيكون كالمنارة العظيمة. فاذا سكن البحر اجتمع السمك فحواه بذنبه ثم فتح فاه فيرى من جوفه يفيض كانه يفيض من بئر. والمراكب التي تكون في البحر تخافه فهم يضربون بالليل بالنواقيس مثل نواقيس النصارى مخافة ان يتكئ على المركب فيغرقه...))
ويضيف أبو زيد حسن السيرافي في قوله: ((وهذا الحوت المعروف بالبال ربما عمل من فقار ظهره كراسي يقعد عليها الرجل ويتمكن، وذكروا ان في سيراف قرية على عشرة فراسخ، بيوتا عادية لطافا سقوفها من اضلاع هذا الحوت. وسمعت من يقول انه وقع في قديم الايام إلى قرب سيراف منه واحدة فقصد للنظر اليها فوجد قوما يصعدون ظهرها بسلم لطيف والصيادون إذا ظفروا بها طرحوها بالشمس وقطعوا لحمها، وحفروا لها حفرا يجتمع فيها الودك ويغرف فيها الودك من عينيها بالحرارة إذا اذابتها الشمس فيجمع ويباع من ارباب المراكب. ويخلط باخلاط لهم يمسح بها مراكب البحر ويسد بها خرزها ويسد أيضا ما يتفق من خرزها)).